# Taux sans risque
Un taux sans risque dans une devise et pour une période particulière est le taux d'intérêt constaté sur le marché des emprunts d'État de pays considérés solvables et d'organisations intergouvernementales pour la même devise et la même période. 
On désigne donc ainsi l'absence théorique de risque de crédit, et non une quelconque absence de risque de taux, qui lui demeure bien présent. Il est toutefois à noter qu'un État peut faire faillite.

## Précautions d'emploi
Comme pour tous les taux d'intérêt, il convient de préciser quelles bases et conventions de calcul s'appliquent. Des conventions de calcul différentes donnent des mesures de taux d'intérêt presque aussi différentes que, pour les températures, des degrés Celsius et des degrés Fahrenheit. Le taux actuariel constitue une mesure certes imprécise mais commode et unificatrice.
Par ailleurs, certains emprunts d'État, en particulier ceux récents, peuvent avoir à la suite d'une forte demande ponctuelle, une prime de liquidité négative, qu'il convient d'ignorer.  C'est assez fréquemment le cas, par exemple, pour les émissions en cours d'emprunts à 10 ans, qu'il s'agisse de Bunds ou d'OAT pour la zone euro, ou de T-Notes à 10 ans pour la zone dollar, pas encore assez liquides pour être arbitrées, et qui peuvent causer un creux de plusieurs dizaines de points de base dans la courbe de taux des emprunts d'État. 
Enfin, les marchés de taux d'intérêt bougent très rapidement, en particulier en cas de publication de statistiques économiques surprenantes ou d'évènements politiques inattendus. Le taux constaté à un instant donné ne sera pas nécessairement celui constaté quelques instants plus tard.